# Heinkel He 162
Heinkel He 162 Spatz, znany też jako Volksjäger lub Salamander – niemiecki myśliwiec odrzutowy, przyjęty na wyposażenie Luftwaffe pod koniec II wojny światowej. Należy do niego rekord prędkości wśród pierwszej generacji samolotów odrzutowych.

## Historia
Kiedy amerykańska 8 Armia Powietrzna rozpoczęła na nowo dzienne bombardowania Niemiec w 1944 roku, nad terytorium Rzeszy znowu pojawiły się bombowce w eskorcie myśliwców P-51 Mustang. Wtedy właśnie Adolf Galland zrozumiał, że jedyną możliwością zniwelowania przewagi liczebnej wroga jest przewaga techniczna, i zażądał wprowadzenia do produkcji myśliwców odrzutowych.
Największe nadzieje Galland pokładał w myśliwcu Messerschmitt Me 262, który, nawet gdy użyty w niewielkich grupach, był w stanie wyrządzić wielkie straty w formacjach bombowych. Twierdził nawet, że wolałby jeden myśliwiec odrzutowy od pięciu śmigłowych. Jednak wprowadzenie Me 262 do produkcji seryjnej odwlekało się z powodu problemów z silnikami, ponadto był on drogi w produkcji i wymagał dobrze wyszkolonych pilotów. Pojawiła się wówczas koncepcja opracowania lekkiego myśliwca odrzutowego, budowanego w większym tempie, z mniejszym nakładem pracy i małym udziałem strategicznych surowców. Budowę prostego w pilotażu lekkiego myśliwca, dostępnego dla pospiesznie wyszkolonych mało doświadczonych lotników, propagował zwłaszcza Alfred Keller, stojący na czele Narodowosocjalistycznego Korpusu Lotniczego – organizacji paramilitarnej prowadzącej wstępne szkolenie lotnicze młodzieży z Hitlerjugend. Do proponowanego samolotu przylgnęła z uwagi na to nazwa Volksjäger, czyli „myśliwiec ludowy”, na wzór oddziałów Volkssturmu. Pomimo początkowego oporu, dowództwo lotnictwa wojskowego z Hermannem Göringiem na czele zaakceptowało koncepcję lekkiego i taniego myśliwca, z przeznaczeniem także dla szybkiego uzupełnienia strat regularnych jednostek. Do napędu przewidziano nowy silnik BMW 003, prostszy w produkcji niż Jumo 004, który był zarezerwowany już dla istniejących konstrukcji. Program  otrzymał kryptonim Salamander (pol. salamandra). 
10 września 1944 roku Ministerstwo Lotnictwa ogłosiło oficjalny konkurs wśród ośmiu wytwórni lotniczych na przedstawienie w ciągu pięciu dni wstępnego projektu małego myśliwca odrzutowego. Wytwórnie Arado, Blohm und Voss, Heinkel, Focke Wulf i Junkers przedstawiły swoje propozycje bazujące na dotychczasowych pracach koncepcyjnych, natomiast Messerschmitt odmówił wzięcia udziału. Do dalszych prac wybrano projekty Blohm und Voss (P.211) i Heinkla (P.1073), którym nakazano wprowadzenie poprawek. 21 września Heinkel zaprezentował makietę samolotu, a 24 września jego projekt został wybrany, otrzymując oznaczenie He 162 i nazwę Spatz (pol. wróbel).

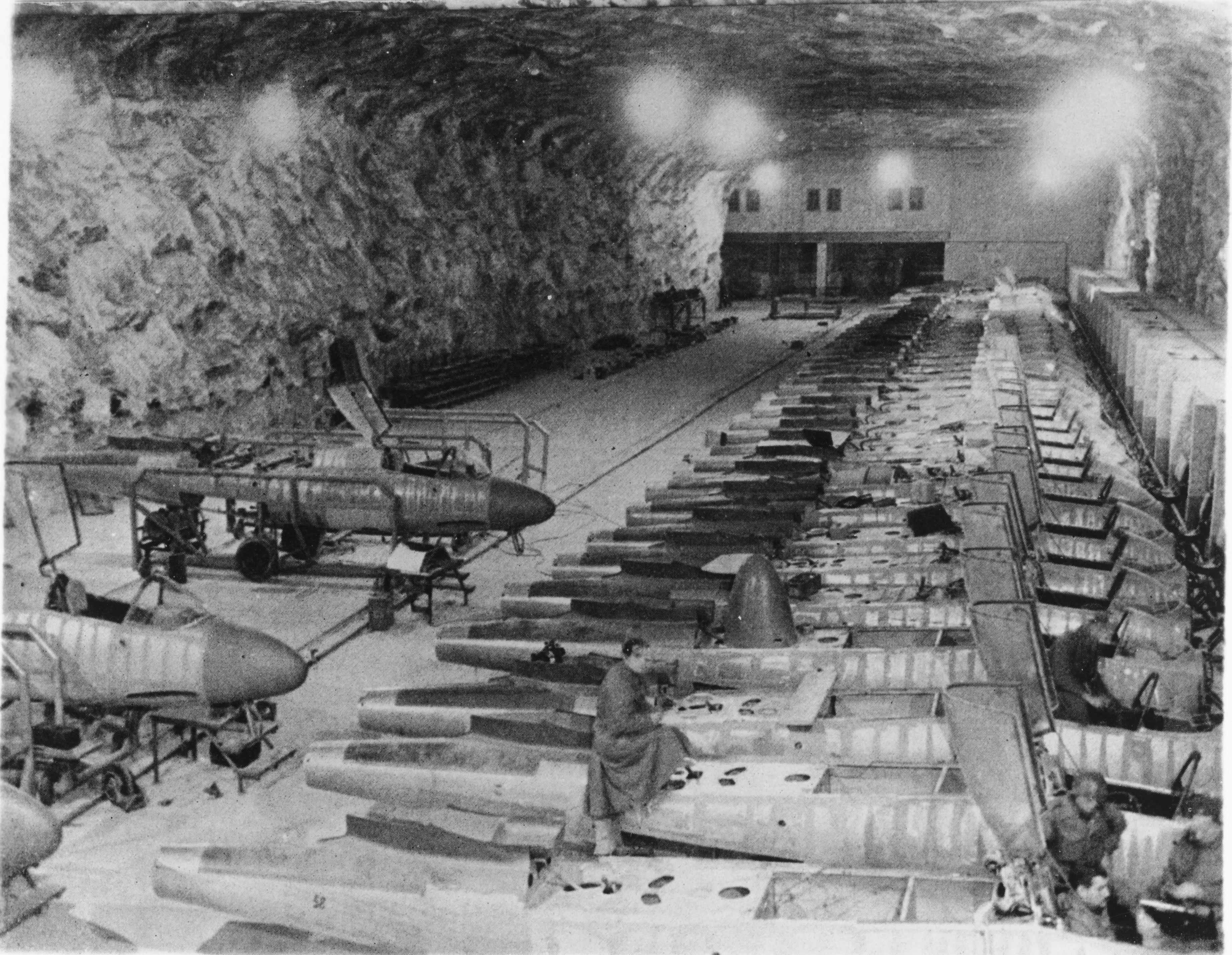
Podziemna fabryka samolotów He 162 w Hinterbrühl

Samolot był małym górnopłatem o prostych skrzydłach i sportowym wyglądzie. Napędzany był silnikiem BMW 003 umocowanym nad kadłubem, za znajdującą się z przodu kabiną pilota. Konstrukcja samolotu była mieszana: kadłub był półskorupowy z pokryciem duralowym z wyjątkiem nosa wykonanego ze sklejki, a płat miał konstrukcję drewnianą pokryta sklejką. Był wyposażony w fotel wyrzucany i chowane podwozie trójkołowe. 29 września 1944 roku zamówiono opracowanie projektu samolotu, z przewidywanym terminem oblotu 10 grudnia. 3 października sporządzono ostateczny projekt z uzbrojeniem P.1073-20, a do 5 listopada dokumentację techniczną. Pierwszy lot prototypu He 162 V1 miał miejsce już 6 grudnia 1944 roku.
Podczas tak szybkiego procesu projektowego nie ustrzeżono się błędów konstrukcyjnych, z których jeden zaowocował rozbiciem się prototypu podczas pokazu 10 grudnia, na skutek zbyt słabego kleju użytego w skrzydłach. Tak więc prace nad He 162 kontynuowano, cały czas poprawiając konstrukcję i właściwości lotu. Szczególnym problemem okazało się zachowanie samolotu przy niskich prędkościach. Powstały ogółem 42 samoloty oznaczone jako prototypowe, przeznaczone do różnych prób (oznaczone He 162 V1 i od M2 do M42).
Do czasu uporania się ze wszystkimi problemami stało się jasne, że wojna chyli się ku końcowi. Niemniej jednak ambitny program produkcji myśliwca był kontynuowany, w kilku fabrykach, i do końca zmagań wojennych ukończono produkcję 275 myśliwców, a około 500 było na różnych etapach produkcji. Z tego oblatano tylko 171, a z nich lotnictwo odebrało oficjalnie 116 sztuk, a faktycznie jeszcze 50.

## Użycie
Pierwsze 46 egzemplarzy seryjnych He 162A lotnictwo niemieckie Luftwaffe odebrało w lutym 1945 roku. W kwietniu przezbrojono pierwszy (i jedyny) dywizjon myśliwski na nowe samoloty – I./JG 1 (I dywizjon 1 Pułku Myśliwskiego), a przeszkalano II dywizjon tego pułku W kwietniu i maju 1945 samoloty te zostały użyte bojowo w bardzo ograniczonym zakresie w okolicach Rostocku. Kilku pilotów zginęło w wypadkach w okresie przeszkolenia, a 19 kwietnia pierwszy He 162 został zestrzelony nad lotniskiem Husum przez myśliwiec Hawker Tempest V z 222 Dywizjonu RAF. 21 kwietnia dywizjon został uznany za gotowy do działań. 26 kwietnia odniesiono na He 162 niepotwierdzone zwycięstwo powietrzne. 5 maja weszło w życie zawieszenie broni, a 6 maja baza w Leck została zajęta przez Brytyjczyków. Między 13 kwietnia a końcem wojny zginęło na He 162 przynajmniej 14 pilotów jednostki, w tym tylko trzech w walkach powietrznych (zestrzelenia zgłosili także piloci Spitfire z 412 Dywizjonu RAF i rozpoznawczego F-6 Mustang z amerykańskiego 12 TRS).
Nazwa Volksjäger została nadana przez Ministerstwo Lotnictwa Rzeszy. Inne nazwy, to Salamander oraz Spatz.
Program samolotu He 162 był sukcesem pod względem szybkości zaprojektowania i uruchomienia seryjnej produkcji pełnowartościowego i prostego w produkcji samolotu myśliwskiego o dobrych osiągach. Produkcja wymagała o 40% mniej roboczogodzin od Me 262. Piloci oceniali He 162 jako łatwiejszy w pilotażu i zwrotniejszy od Me 262, lecz trudny był na nim manewr lądowania, a przy niskich prędkościach samolot był mało sterowny. Przy prędkościach zbliżonych do maksymalnej odczuwano drgania powierzchni sterowych. Nietypowe umieszczenie silnika na grzbiecie kadłuba ograniczało widoczność do tyłu, chociaż widoczność z kabiny w innych kierunkach była bardzo dobra. Wykonywanie gwałtownych zwrotów stwarzało też ryzyko dostania się powierzchni sterowych w strumień gazów wylotowych. W toku rozwoju konstrukcja mogła zostać bardziej dopracowana. Ocenia się, że gdyby wojna w Europie trwała kilka miesięcy dłużej, masowo użyte He 162, o lepszych osiągach od dostępnych myśliwców śmigłowych, mogłyby być bardziej od nich skuteczne.